# Exserohilum turcicum

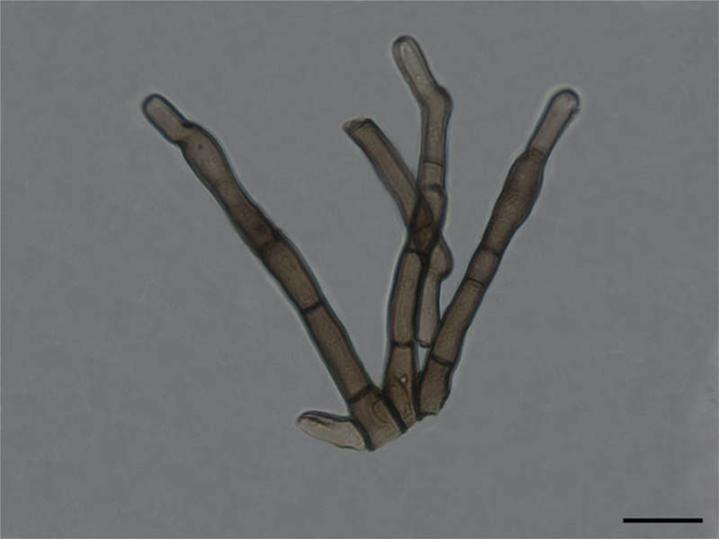
Konidiofory

Exserohilum turcicum (Pass.) K.J. Leonard & Suggs – gatunek grzybów z klasy Dothideomycetes. Pasożyt wywołujący chorobę o nazwie helmintosporioza liści kukurydzy. Atakuje ona sorgo i kukurydzę.

## Systematyka i nazewnictwo
Pozycja w klasyfikacji według Index Fungorum: Exserohilum, Pleosporaceae, Pleosporales, Pleosporomycetidae, Dothideomycetes, Pezizomycotina, Ascomycota, Fungi.
Po raz pierwszy takson ten zdiagnozował w roku 1876 A. Passo, nadając mu nazwę Helminthosporium turcicum. Obecną, uznaną przez Index Fungorum nazwę nadali mu w roku 1974 K.J. Leonard i E.G. Suggs.
Synonimy:
- Bipolaris turcica (Pass.) Shoemaker 1959
- Drechslera turcica (Pass.) Subram. & B.L. Jain 1966
- Helminthosporium inconspicuum Cooke & Ellis 1878
- Helminthosporium turcicum Pass. 1876
- Keissleriella turcica (Luttr.) Arx 1970
- Luttrellia turcica (Pass.) Khokhr 1978
- Setosphaeria turcica (Luttr.) K.J. Leonard & Suggs 1974
- Trichometasphaeria turcica Luttr. 1958

## Morfologia i cykl rozwojowy
Konidia o szerokości 18–23 μm i długości 73–137 μm z 4–9 przegrodami. Powstają pojedynczo na końcach konidioforów. Są proste lub zakrzywione, mają wrzecionowaty kształt i silnie wystający dzióbek. Na podstawie mikroskopowej obserwacji konidiów rozpoznaje się przynależność do gatunku Exserohilum turcicum. Strzępki rostkowe kiełkują zazwyczaj z jednej lub obydwu komórek na końcach konidium, rzadko z komórek środkowych. Konidiofory brązowe, złożone z 3–7 członów, nieregularnie cylindryczne o szerokości 11–7 μm i długości 165–283 μm. Wyrastają w grupach po 2–6 lub więcej z aparatów szparkowych żywiciela, rzadziej przebijają się przez naskórek.
Zimują grzybnia i zarodniki w glebie na resztkach roślin i na ziarnie siewnym. Wiosną kiełkują i wytwarzają konidia, które dokonują infekcji pierwotnej. U części zarodników następuje pogrubienie ściany i powstają chlamydospory. Na zaatakowanych roślinach rozwija się grzybnia wytwarzająca konidia, które w okresie sezonu wegetacyjnego dokonują infekcji wtórnej.
Zarodniki kiełkują w czasie 8–12 godz. od infekcji na liściach sorga i 3–6 godz. na liściach kukurydzy. Przymocowują się do powierzchni liści za pomocą przycistek, które są bardzo wrażliwe na wysychanie. Kiełkowanie następuje tylko na wilgotnych liściach, optymalna temperatura to 25 °C. Strzępka rostkowa ma długość 20–150 μm.